# Dirección para la Comunidad de Chilenos en el Exterior
La Dirección para la Comunidad de Chilenos en el Exterior (Dicoex) es un organismo público creado el 28 de julio de 2000, dependiente de la Dirección General de Asuntos Consulares y de Inmigración del Ministerio de Relaciones Exteriores de Chile encargado de gestionar los vínculos del Gobierno de Chile con los chilenos residentes en el extranjero. Tiene dentro de sus funciones otorgar información y difusión de los servicios que entrega el Estado de Chile a todas las personas de nacionalidad chilena que viven en el exterior, así como también de sus derechos y deberes como ciudadanos, creando instancias de participación y fomentando los lazos sociales y culturales entre los chilenos expatriados.
Es también el ente encargado de realizar el Registro de Chilenos en el Exterior en conjunto con el Instituto Nacional de Estadísticas de Chile (INE). Del mismo modo lleva un registro público de las comunidades y asociaciones de chilenos creadas fuera del país. 
Cuenta con el servicio de asistencia consular, estableciendo un nexo entre las personas con las embajadas y consulados de Chile.  